# أنتونوف أن-38
صممت الطائرة أنتونوف أن-38 لتعمل على الرحلات الجوية القصيرة، وقد أنتى ت هذه الطائرة سنة 1991، واجريت اختبارات لها أثبتت كفاءتها، ثم أدخلت إلى الخدمة الفعلية عام 1994، بخمس طائرات.تتميز الطائرة باستخدام إلكترونيات طيران حديثة، تشمل منظومات الاتصالات والملاحة والطيران الآلي وغيرها، والتي تقوم بتصنيعها الشركات البريطانية، بالإضافة إلى أن جسم الطائرة أضخم من الطائرات السابقة من نفس الطراز مثل أنتونوف إيه إن ـ 28، وكذلك تم توسيع مخزن البضائع بها ليحمل المزيد من أمتعة الركاب، ولكن مقصورة الركاب غير مكيفة الضغط، ويقود هذه الطائرة ملاحان اثنان وتتسع لستة وعشرين راكبا.